# Kountsevo

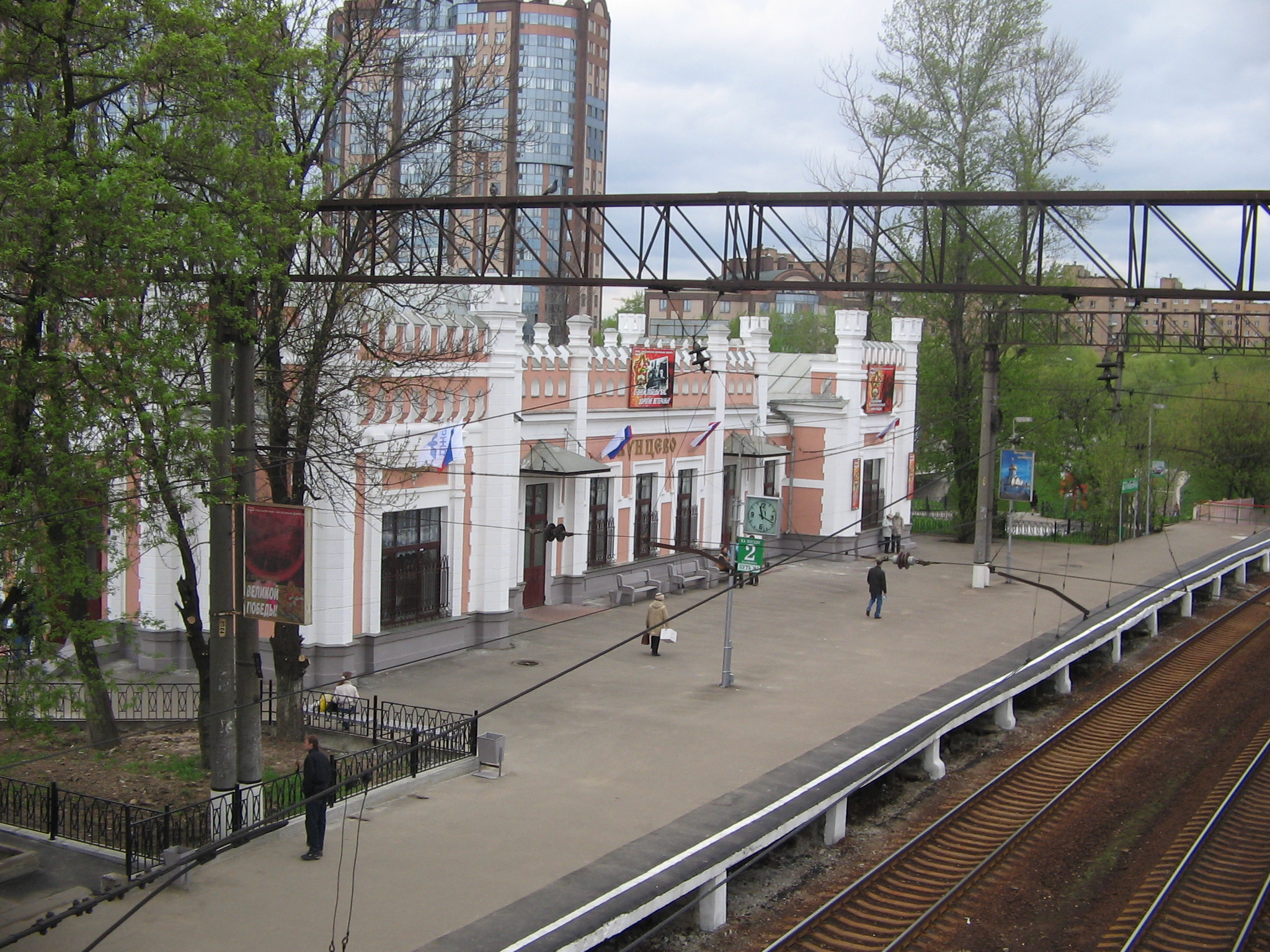
Gare de Kountsevo sur la ligne Moscou-Minsk

Kountsevo (Кунцево) est un ancien village (ville en 1926) qui fait partie district homonyme du district administratif ouest au sein de la municipalité de Moscou depuis 1960.
C'est près de ce village que se trouvait la datcha de Kountsevo, résidence personnelle de Staline et où il mourut en 1953.